# CCNY Beavers football 1873-1879
Nelle stagioni che vanno dal 1873 al 1879, i CCNY Beavers football, rappresentanti il City College of New York mossero i primi passi nel football americano, disputando dieci gare, con un record di 2-8, in cui le uniche due vittorie furono la sfida del 1876 contro la New York University, di cui non si conosce però il risultato finale; e la vittoria sul Seawanhakas AC per 7-0 del 1878.
I Beavers, nel periodo dal 1873 al 1879 non ebbero un coach ufficiale, inoltre non si conosce l'esatto numero di gare disputate sul terreno di casa, e quale fosse questo terreno di casa.

## 1873
| 11-15-1873           | at Stevens Tech* | Hoboken (New Jersey) | L 0-3 |
| *Gare non-conference |                  |                      |       |

## 1874
In questa stagione il City College of New York non disputò nessuna gara.

## 1875
| 10-31-1875           | at Stevens Tech* | Hoboken (New Jersey) | L 0-6 |
| 11-13-1875           | at Stevens Tech* | Hoboken (New Jersey) | L 0-6 |
| 11-27-1875           | vs. Columbia*    | New York, NY         | L 0-5 |
| *Gare non-conference |                  |                      |       |

## 1876
In questa stagione risulta disputata (e vinta) una gara contro la New York University di cui però non si conosce il risultato
| 11-04-1876           | vs. Columbia* | New York, NY | L 0-6 |
| *Gare non-conference |               |              |       |

## 1877
| 1877                 | at CCNY Sophomores* |                      | L 1-3 |
| 1877                 | at Stevens Tech*    | Hoboken (New Jersey) | L 0-6 |
| *Gare non-conference |                     |                      |       |

## 1878
| 1878                 | vs. Seawanhakas AC* |                   | W 7-0 |
| 7 dicembre 1878      | at Rutgers*         | New Brunswick, NJ | L 0-1 |
| *Gare non-conference |                     |                   |       |

## 1879
In questa stagione City College of New York non disputò nessuna gara.